# Sergio Bica
Sergio Bica, vollständiger Name Sergio Esteban Bica Suárez, (* 13. Juni 1983 in Tacuarembó) ist ein uruguayischer Fußballspieler.

## Karriere
Der 1,77 Meter große Defensivakteur Bica stand zu Beginn seiner Karriere von 2001 bis Ende 2008 in Reihen der Mannschaft des Tacuarembó FC. Ab der Saison 2004 bis zum Ende der Spielzeit 2007/08 kam er dort saisonübergreifend zu 99 Einsätzen in der Primera División und schoss dabei drei Tore. In der Clausura 2009 gehörte er dem Kader von Juventud an. Für die den Klub aus Las Piedras lief er in acht Erstligabegegnungen (kein Tor) auf. Sodann spielte er in der Saison 2009/10 für River Plate Montevideo. Bei den Montevideanern absolvierte er neun Erstligapartien (kein Tor) und kam sechsmal (kein Tor) in der Copa Sudamericana 2009 zum Einsatz. Ende Juli 2010 verpflichtete ihn Real España. Für die Honduraner lief er in 70 Ligaspielen, bei denen er drei Treffer erzielte, und sechs Begegnungen (kein Tor) der CONCACAF Champions League auf. Ab Ende Januar 2013 gehörte Bica wieder dem Kader von River Plate Montevideo an, wurde jedoch nur ein einziges Mal (kein Tor) in der Spielzeit 2013/14 in der höchsten uruguayischen Spielklasse eingesetzt. Im Januar 2014 wechselte er zum CD Marathón. Bis Ende Juli 2014 währte dieses Engagement, bei dem 18 Ligaeinsätze ohne persönlichen Torerfolg für ihn zu Buche stehen. Im Anschluss daran war er in der Saison 2014/15 in 27 Zweitligapartien – erneut persönlich torlos – für Liverpool Montevideo aktiv und stieg mit der Mannschaft am Saisonende auf. Ende Juli 2015 schloss er sich ein weiteres Mal dem Tacuarembó FC an. In der Spielzeit 2015/16 traf er bei 16 Einsätzen in der Segunda División einmal für die Norduruguayer.